# Route départementale 201 (Guadeloupe)
Pour les articles homonymes, voir Route départementale 201.
La route départementale 201, ou RD 201, est une route départementale en Guadeloupe de 18 km sur l'île de Marie-Galante, qui relie Capesterre-de-Marie-Galante à Saint-Louis par le centre de l'île sans passé par le centre-ville de Grand-Bourg.

## Sites traversés
- Capesterre-de-Marie-Galante, Morne constant, parc éolienne du Morne constant, Réserve naturelle du trou du diable
- Saint-Louis